# Sampaguitas y otras poesías varias
Sampaguitas y otras poesías varias – zbiór poetycki autorstwa Pedra Paterny wydany w 1880.
Opublikowany w Madrycie. Czasem mylnie uznawany za pierwszą książkę poetycką w języku hiszpańskim pióra Filipińczyka, która zeszła z prasy drukarskiej. Tytułem nawiązuje do tagalskiej nazwy jaśminu wielolistnego, jest jedynym tomem poezji w karierze literackiej Paterny. Eksperymentuje z różnymi formami wersyfikacyjnymi, wykazując znaczną sprawność formalną.
Wypełniony tekstami o zróżnicowanej tematyce, ceniony nade wszystko za swoje fragmenty o zabarwieniu religijnym. Spotkał się z ciepłym przyjęciem krytyki literackiej, tak w Hiszpanii jak i na wciąż wówczas pozostających hiszpańską kolonią Filipinach. Doczekał się 4 wznowień, autor natomiast został poproszony o jego zaprezentowanie w Ateneo de Madrid. Szóste wydanie, już w Manili, zeszło z prasy drukarskiej w 1917. W 2014 przygotowano cyfrową edycję zbioru, pod patronatem Instytutu Cervantesa.
Zawiera często analizowany, napisany oktawą wiersz, La Cruz, wyrazistą, intymną manifestację duchowości podmiotu, osadzoną w chrześcijańskiej pobożności.